# Hojná voda (národní přírodní památka)
Hojná voda je národní přírodní památka v okrese České Budějovice. Nachází se v Novohradských horách na jihovýchodním svahu Vysoké, tři kilometry jihovýchodně od vsi Staré Hutě. Spolu s Žofínským pralesem je českým nejstarším chráněným územím.
Důvodem ochrany je pralesovitý porost horské smíšené bučiny s řeřišnicí trojlistou (Cardamine trifolia) a s druhově bohatou avifaunou a významnou entomofaunou.